# Facatativá
Facatativá − miasto w środkowej Kolumbii (departament Cundinamarca), w Kordylierze Wschodniej (Andy Północne), na wysokości około 2400 metrów, 40 km na północny zachód od Bogoty. Około 120,5 tys. mieszkańców.